# Kismayo

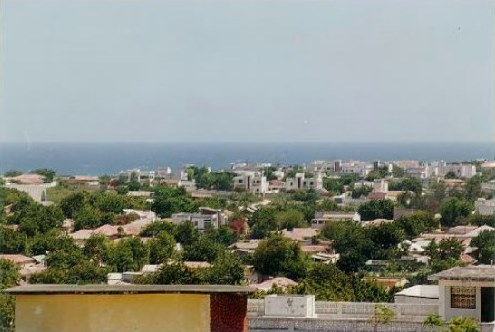
Vy över Kismayo.

Kismayo (även Kismaayo eller Kismayu, italienska Chisimaio) är en stad i regionen Jubaland i södra Somalia, vid Indiska Oceanen, nära floden Jubas mynning.  Namnet Kismayo kommer från det somaliska ordet "Kisimayo", vilket betyder "långt borta". Staden är belägen strax söder om ekvatorn, och har cirka 500 000 invånare (2023).
Kismayo är en hamnstad med en av de största hamnarna i Somalia. Efter självständigheten från Storbritannien och Italien 1960 blev Kismayo en del av Somalia. Där fanns ett centrum för Evangeliska Fosterlandsstiftelsens mission. 

## Historia
Under antiken var Kismayo en del av de somaliska stadsstaterna. De hade ett lukrativt handelsnätverk som förband somaliska köpmän med Fenicien, Egypten, Grekland, Persien, Saba, Nabataea och Romarriket. Somaliska sjömän använde en sjöfarkost kallad beden för att transportera sin last.